# Elena Cabero Montero
Elena Cabero Montero (Vitoria, 1967) es una magistrada española.

## Biografía
Nació en Vitoria en 1967.Fue la menor de cuatro hermanos. Cursó la carrera musical en el Conservatorio de Vitoria, obteniendo el título en la carrera de piano.Se graduó en el año 1992 en Derecho por la Universidad de Deusto, en Bilbao; diplomatura en la especialidad jurídico-económica.
Cuando terminó la carrera empezó a preparar la oposición para el cuerpo de gestión e inspección de Hacienda en el Centro de Estudios Financieros de Madrid. Tras un año, decidió que mejor preparar la oposición a judicaturas en Zaragoza, ciudad a la que iba un día a la semana en autobús o tren desde Vitoria a “cantar temas” con  D. Epifanio López Fernández de Gamboa.

### Trayectoria profesional
En abril de 1998 tuvo su primer destino de jueza en Torrelavega (Cantabria), destino que eligió porque no quería ir a trabajar al País Vasco, por entonces bastante agitado, ya que conocía el ambiente donde se había criado y no le gustaba la idea de ejercer allí.
En 2001, cesó en Torrelavega, por ascenso forzoso a magistrada, volviendo a su ciudad natal a ejercer en el Juzgado de lo Penal número 2, de Vitoria. El ambiente sin embargo estaba muy enrarecido, y quince días antes de su llegada, pusieron una bomba en el edificio judicial de Vitoria. Pero la situación fue a peor, porque en noviembre de 2001, fue asesinado el magistrado de Bilbao José María Lidón, siendo este hecho un punto de inflexión en la situación judicial en este territorio. Pocos días después, y por imposición policial, comenzó a ser escoltada durante 10 años (hasta finales del 2011), por ejercer la función jurisdiccional.En 2013 apoyó el manifiesto en defensa de la independencia judicial.
Desde abril de 2014 ejerció su labor jurisdiccional en la Sección 2º de la Audiencia Provincial de Álava, Sección Penal. En esta etapa, durante tres años impartió clases de Derecho procesal Penal y de Derecho Penal en la Escuela de Práctica Jurídica del Ilustre Colegio de Abogados de Álava. Durante años fue la Portavoz territorial del País Vasco.En 2019, esta magistrada fue la redactora de la larga sentencia del mayor caso de corrupción vasco, el "Caso De Miguel".
En 2025 postuló para la presidencia de la Audiencia Provincial de Álava.